# Ryszard Bosek
Ryszard Bosek est un ancien joueur désormais entraîneur polonais de volley-ball né le 12 avril 1950 à Kamienna Góra (voïvodie de Basse-Silésie). Il mesure 1,91 m et jouait réceptionneur-attaquant. Il totalise 359 sélections en équipe de Pologne.

## Biographie
Il est récipiendaire de la Croix d'Or de l'Ordre du Mérite de la République de Pologne, et a reçu trois fois la médaille d'or et deux fois la médaille d'argent pour réalisations sportives exceptionnelles.

## Clubs
| Club             | De        | À         |
| ---------------- | --------- | --------- |
| AZS AWF Varsovie | 1968-1969 | 1972-1973 |
| Płomień Milowice | 1973-1974 | 1979-1980 |
| Pallavolo Padoue | 1980-1981 | 1984-1985 |

## Palmarès
- Jeux olympiques (1)
  - Vainqueur : 1976
- Championnat du monde (1)
  - Vainqueur : 1974
- Championnat d'Europe
  - Finaliste : 1975, 1977, 1979
- Ligue des champions (1)
  - Vainqueur : 1978
- Championnat de Pologne (2)
  - Vainqueur : 1977, 1979
  - Finaliste : 1970, 1975, 1976